# Сиракјус (Индијана)
Сиракјус (енгл. Syracuse) град је у америчкој савезној држави Индијана.

## Демографија
По попису из 2010. године број становника је 2.810, што је 228 (-7,5%) становника мање него 2000. године.
| Група             | 2000.         | 2010.         |
| Белци             | 2.809 (92,5%) | 2.603 (92,6%) |
| Афроамериканци    | 26 (0,9%)     | 17 (0,6%)     |
| Азијати           | 17 (0,6%)     | 19 (0,7%)     |
| Хиспаноамериканци | 141 (4,6%)    | 146 (5,2%)    |
| Укупно            | 3.038         | 2.810         |